# Maximální relé
Maximální relé slouží jako nadproudová ochrana trakčního obvodu zejména u lokomotiv, tramvají a trolejbusů. 
Maximální relé je společně s linkovým stykačem (hlavní stykač pro spínání trakčního obvodu) ve společné skříni. Např. u tramvají řady T3 je maximální relé nastaveno na maximální průtok proudu 750 ampérů. Pokud trakční proud například při zkratu dosáhne této či vyšší hodnoty, relé rozpojí elektricky trakční obvod a zároveň silným přitažením kotvy „roztrhne“ kontakty linkového stykače. Tímto způsobem je dosaženo bezpečného vypnutí trakčního obvodu. U většiny zrychlovačových tramvají se relé odbavuje pouhým povolením pedálu jízdy. Pokud řidič opět našlápne jízdu a zkrat trvá, dojde opět k zásahu relé. Zásah relé je zvukově velmi efektní záležitost, proto se říká, že „střílí“. Řidič poté musí vypnout vadný podvozek, popřípadě celý defektní vůz a pomocí režimu havarijní pojezd (pomocí jiného, zdravého vozu v soupravě) odjet do vozovny. U tyristorových tramvají řidič k odbavení maximálního relé použije tlačítko MR.